# Oranyan
Oranyan är i mytologin hos yorubafolket i Nigeria i Västafrika vicekung i den heliga staden Ife-Ife, son till Oduduwa.
Oranyans stav finns fortfarande att beskåda i Ife-Ife i form av en hög stenkolonn.